# 소피아 코폴라
소피아 코폴라(Sofia Carmina Coppola, 1971년 5월 14일 ~)는 미국의 영화 감독, 영화 각본가, 영화 프로듀서, 전직 배우이다. 대표작으로는 《대부 3》(배우), 《사랑도 통역이 되나요?》(감독) 등이 있다. 영화 감독 프랜시스 포드 코폴라의 딸이다.
유아기에 대부에 세례를 받는 아기로 출연한 적이 있으며, 대부 3에서는 주인공 마이클 콜레오네의 딸을 연기했지만 골든라즈베리상에서 최악의 여우조연상을 수상하는 등 혹평을 받았다. 《스타 워즈 에피소드 1: 보이지 않는 위험》에도 출연했으나 역시 최악의 여우조연상 후보에 이름을 올렸다. 1998년 《릭 더 스타》로 감독 데뷔를 했으며, 2003년 《사랑도 통역이 되나요?》로 아카데미상 각본상 및 골든글로브상 각본상을 수상하며 주목을 받게 되었다. 2010년 《썸웨어》로 제67회 베네치아 국제 영화제에서 황금사자상을 수상했다.
영화감독 스파이크 존즈와 결혼했지만 2003년 이혼했으며 프랑스 출신의 밴드 보컬리스트 토머스 마스와의 사이에 두 아이를 두고 있다.
대한민국에서는 소피아가 직접 고안하고 디지인에 참여한 명품 브랜드 ‘루이비통’과의 콜라보레이션 작품 ‘소피아코폴라백’으로 더욱 유명하다.

## 감독 작품
- 《릭 더 스타》 (1998년)
- 《처녀 자살 소동》 (1999년)
- 《사랑도 통역이 되나요?》 (2003년)
- 《마리 앙투아네트》 (2006년)
- 《썸웨어》 (2010년)
- 《블링 링》 (2013년)
- 《어 베리 머리 크리스마스》 (2015년)
- 《매혹당한 사람들》 (2017년)
- 《온 더 록스》 (2020년)
- 《프리실라》 (2023)